# Eueides libitina
Espèce
Eueides libitinaest une espèce de papillons de la famille des Nymphalidae, de la sous-famille des Heliconiinae et du genre Eueides.

## Systématique
Eueides libitina a été décrit par Otto Staudinger en 1885.

## Étymologie
Libitina était une déesse romaine de la mort.

## Liste des sous-espèces
- Eueides libitina libitina en Guyane.
- Eueides  libitina malleti Lamas, 1998 ; au Pérou[1].

## Description
C'est un grand papillon au dessus rouge ou cuivré bordé de marron orné aux ailes antérieures d'une bande marron séparant l'apex orange bordé de marron et une bande marron partant de la base jusqu'au milieu de l'aile. les ailes postérieures sont uniquement bordées de marron avec des veines plus ou moins soulignées de marron.
Le revers est semblable en plus terne

### Chenille
Elle est jaune avec des rayures jaune et orange, des bandes blanches, des scolis blancs et noirs.

## Biologie

### Plantes hôtes
Ses plantes hôtes sont des Passifloraceae.

## Écologie et distribution
Il se rencontre en Amérique du Sud en deux isolats, l'un en Guyane, l'autre au Pérou .